# Biserica Înălțarea Domnului din Păltinoasa

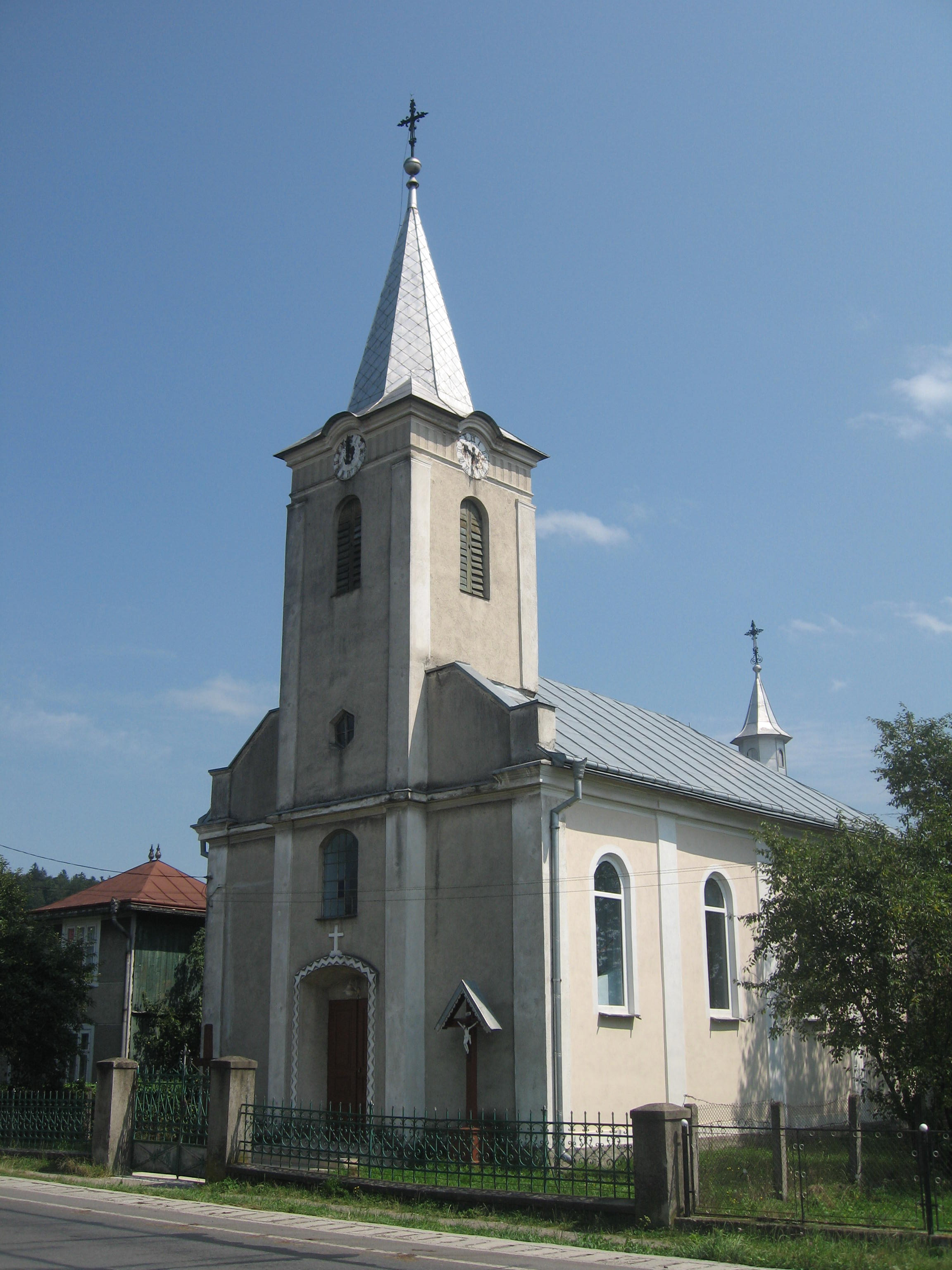
Biserica romano-catolică din Păltinoasa.

Biserica "Înălțarea Domnului" din Păltinoasa este o biserică romano-catolică construită în anul 1912 în satul Păltinoasa (județul Suceava). Ea se află în centrul satului, de-a lungul DN17. 
Biserica are hramul Înălțarea Domnului (sărbătorit în fiecare an la 40 zile după Paști).

## Comunitatea germană din Păltinoasa
După anexarea Bucovinei de către Imperiul Habsburgic (1775), autoritățile austriece au adus aici coloniști de origine germană, care proveneau din diverse regiuni ale imperiului și din landurile germane. Primii coloniști germani au sosit la Păltinoasa (în germană Paltinossa) în 1817, continuând să vină până în 1893. 
Comunitatea germană a continuat să crească până în 1918. Pe măsura dezvoltării comunității germane, s-a construit în sat o școală germană, care a funcționat ca „Școală Privată Germană” până în 1940. 
După Unirea Bucovinei cu România (1918), numărul germanilor din Păltinoasa s-a menținut constant. În anul 1930, populația satului Păltinoasa era de 1.622 locuitori, dintre care 1.170 români (72,13%), 413 germani (25,46%), 18 polonezi (1,10%), 14 evrei și 7 ruși.  Din punct de vedere al religiei, populația era alcătuită din 1.170 ortodocși (72,13%), 432 romano-catolici (26,63%), 14 mozaici, 5 evanghelici (luterani) și 1 greco-catolic.
Între anii 1938-1940 etnicii germani au fost mutați în zone ocupate de Germania Nazistă. România și Germania au încheiat o convenție prin care statul român se obliga să achite despăgubiri pentru fiecare clădire în parte, inclusiv pentru terenurile și pădurile germanilor care au emigrat.

## Biserica romano-catolică din Păltinoasa
Biserica romano-catolică din Păltinoasa a fost construită în anul 1912 de către comunitatea germanilor de religie catolică din satul Păltinoasa (în germană Paltinossa), aflat pe atunci în Ducatul Bucovinei. La momentul acela, în satul Păltinoasa locuiau mulți etnici germani. Biserica a primit hramul "Înălțarea Domnului". 
După datele Recensământului general al populației României din 29 decembrie 1930, în satul Păltinoasa locuiau 432 credincioși romano-catolici. Aceștia reprezentau o pondere de 26,63% din populația localității.  Marea majoritate a lor era de etnie germană.
În 1940, ca urmare a emigrării credincioșilor germani, comunitățile catolice din parohiile bucovinene se reduc numeric, iar unele parohii nu se mai justifică. În timpul celui de-al doilea război mondial, episcopul Mihai Robu a fost nevoit să reorganizeze parohiile catolice din Bucovina. Astfel, în Monitorul Oficial nr.231 din 2 octombrie 1943 este publicată noua împărțire a parohiilor catolice. Comunitatea catolică din Păltinoasa este inclusă ca filială în Parohia Câmpulung Moldovenesc. 
În perioada regimului comunist, numărul credincioșilor romano-catolici din Păltinoasa s-a micșorat în mod continuu, majoritatea lor (fiind de etnie germană) emigrând în Germania. Comunitatea catolică din localitate era filială a Parohiei Gura Humorului. În anul 1993, conform evidențelor Parohiei Gura Humorului, filiala din Frasin avea un număr de 60 de familii cu 172 credincioși. 
La recensământul din 2002, din cei 5.656 locuitori ai comunei Păltinoasa, 173 s-au declarat de religie romano-catolică (3,05%) și 1 de religie greco-catolică.  Comuna Păltinoasa era formată din două sate: Păltinoasa și Capu Codrului. Filiala Păltinoasa aparține de Parohia Cacica (având biserică), iar filiala Capu Codrului aparține de Parohia Gura Humorului (și nu are biserică).
În prezent, Biserica romano-catolică din Păltinoasa este filială a Parohiei "Adormirea Maicii Domnului" din Cacica. În această biserică sunt celebrate liturghii doar în zilele de duminică sau cu prilejul diverselor sărbători religioase.

## Imagini

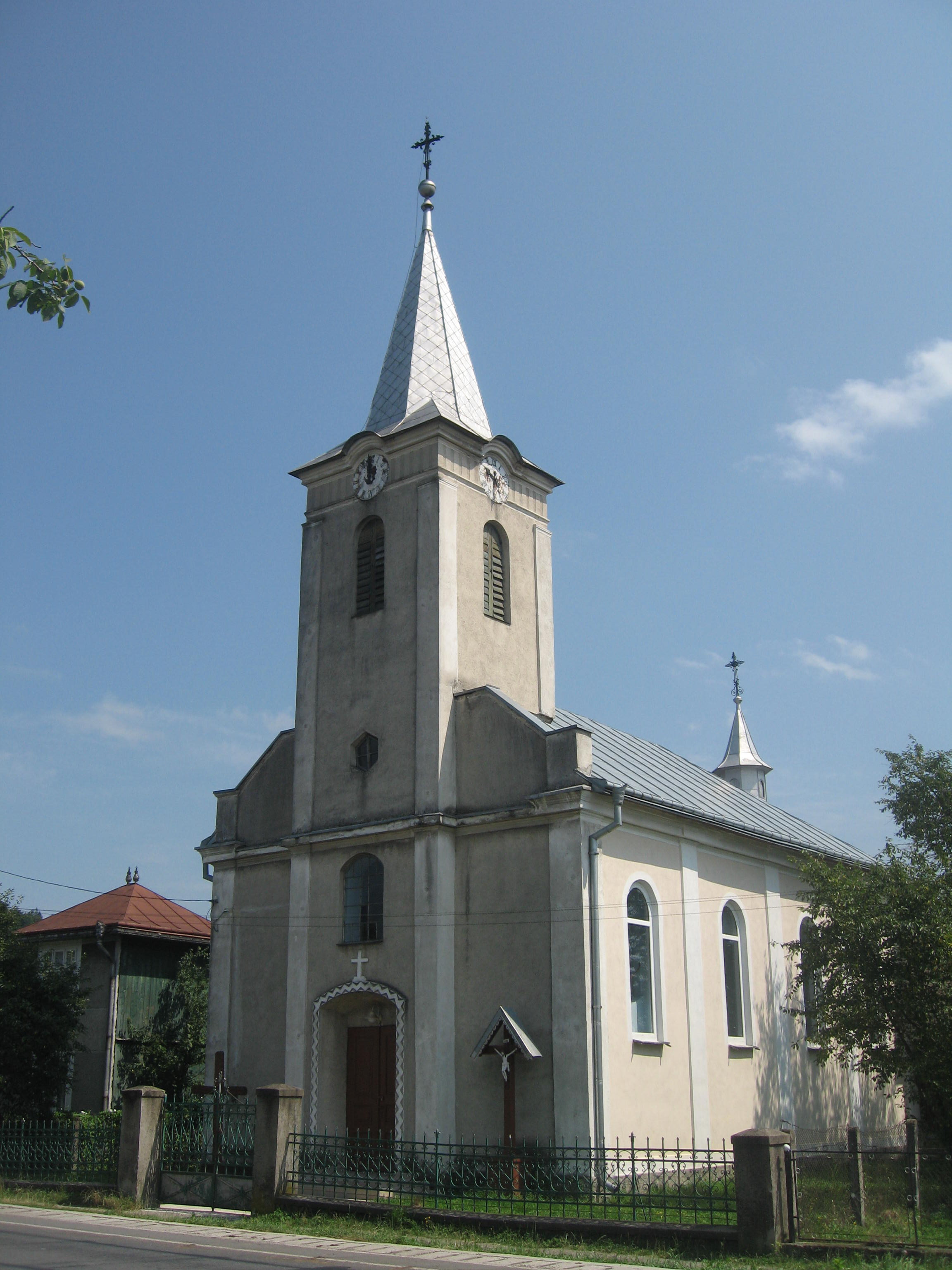
Biserica romano-catolică din Păltinoasa
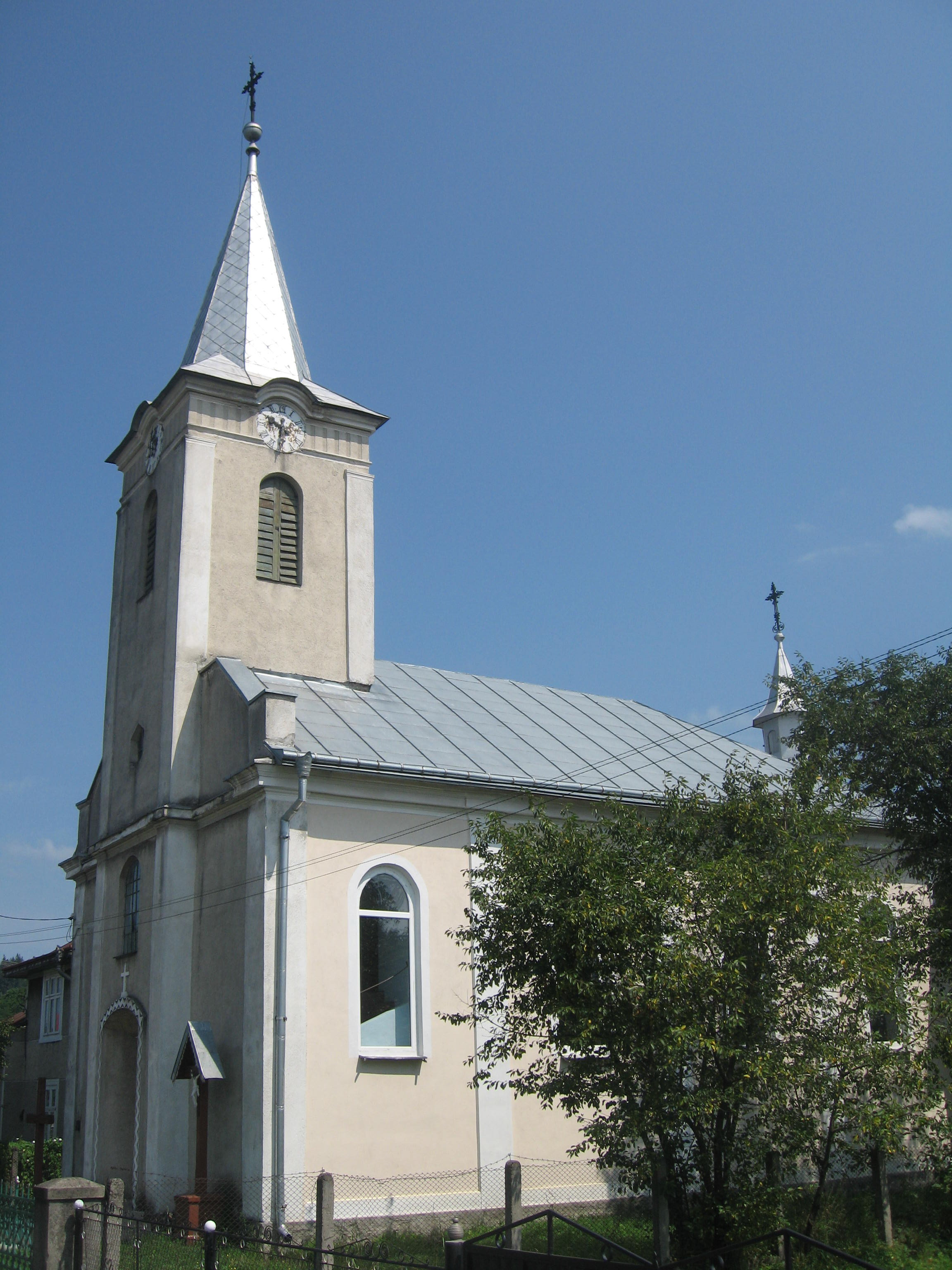
Biserica romano-catolică din Păltinoasa
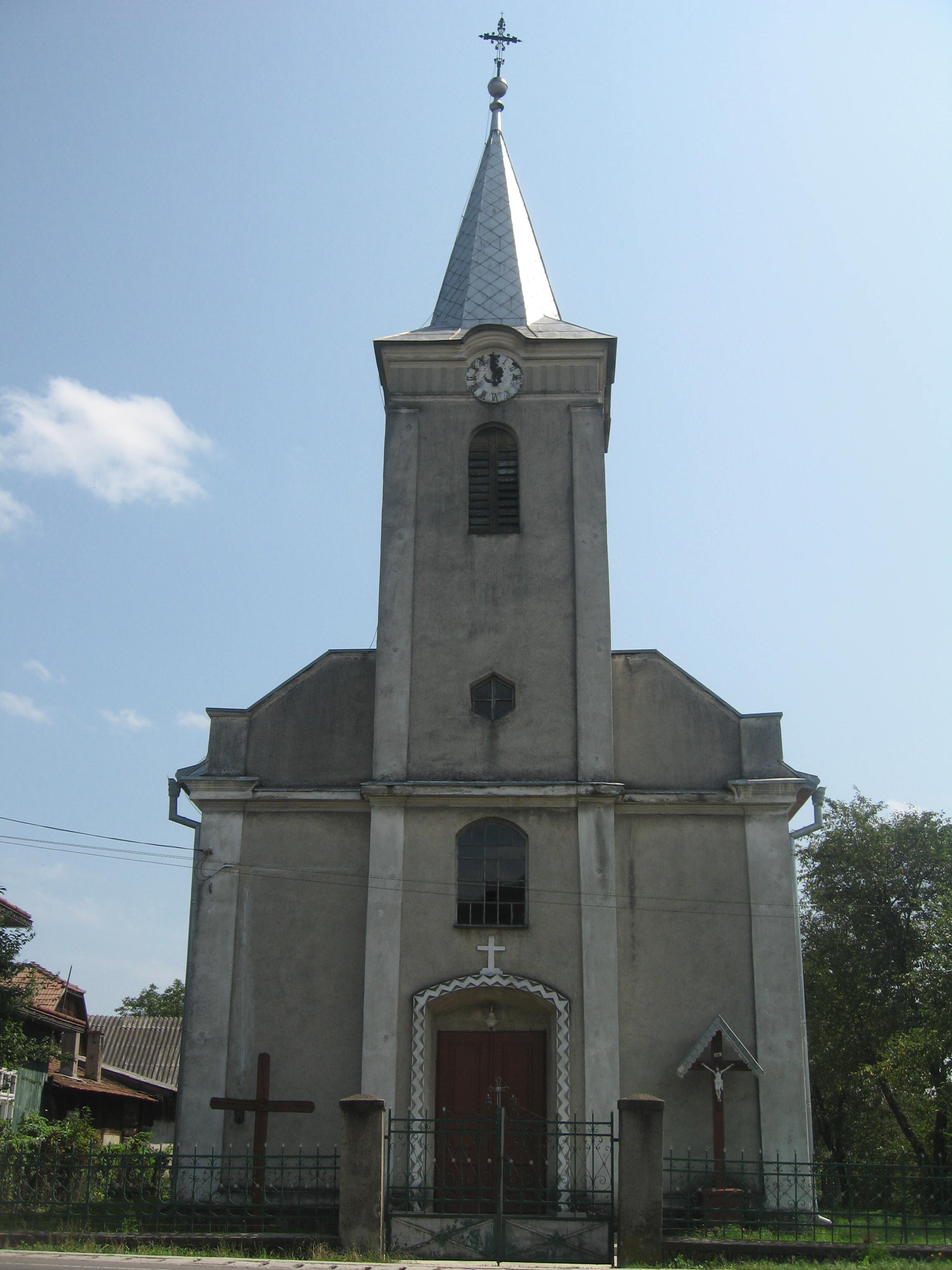
Biserica romano-catolică din Păltinoasa
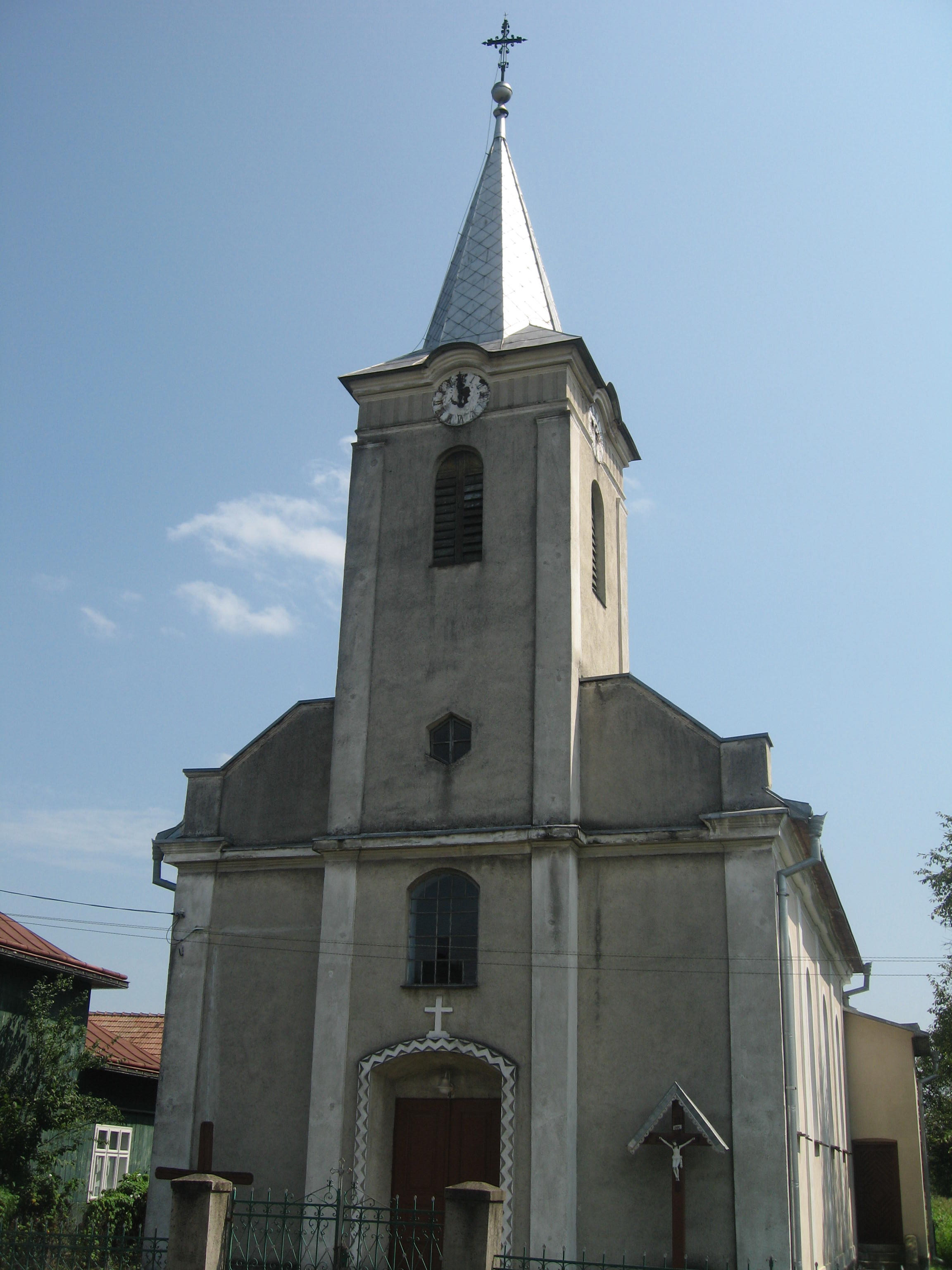
Biserica romano-catolică din Păltinoasa